# 迪布羅瓦 (薩蘭丘基市鎮)
49°20′6″N 24°51′49″E / 49.33500°N 24.86361°E

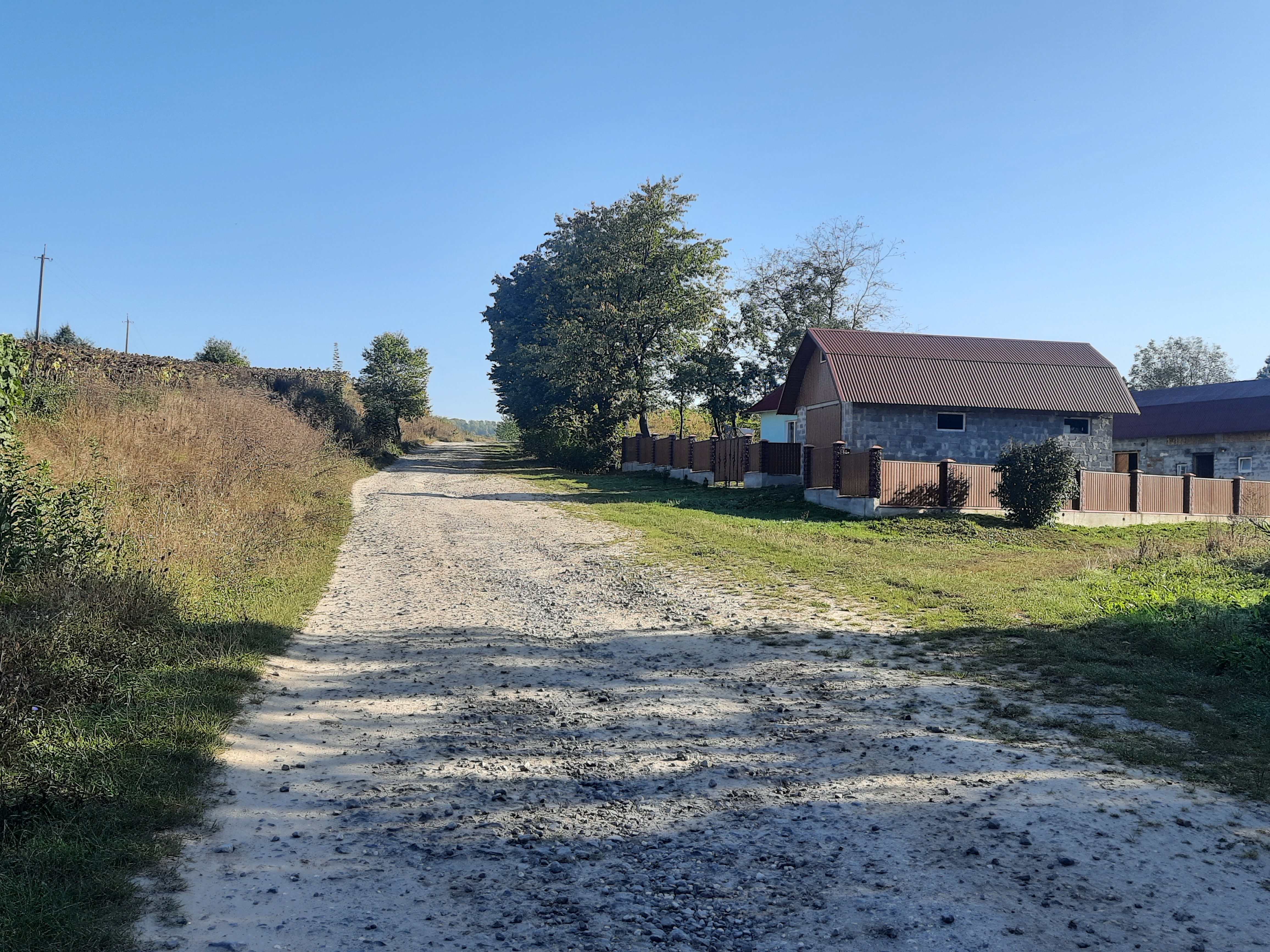
村口

迪布羅瓦（烏克蘭語：Діброва）是位於烏克蘭西南部的村莊，由泰爾諾皮爾州泰爾諾皮爾區的薩蘭丘基市鎮負責管轄。該村始建於1458年，面積8平方公里，2014年人口54，人口密度每平方公里925人。